# Pitcairnia rubronigriflora
Pitcairnia rubronigriflora är en gräsväxtart som beskrevs av Werner Rauh. Pitcairnia rubronigriflora ingår i släktet Pitcairnia och familjen Bromeliaceae. Inga underarter finns listade i Catalogue of Life.